# Cyperus scleropodus
Cyperus scleropodus là loài thực vật có hoa trong họ Cói. Loài này được Chiov. mô tả khoa học đầu tiên năm 1928.